# 石田重成
石田 重成（いしだ しげなり）は、安土桃山時代から江戸時代初期にかけての人物。石田三成の次男。諱は吉成（よしなり）ともする。

## 生涯
石田三成の次男として誕生。母は皎月院。
慶長4年（1599年）より豊臣秀頼に小姓として仕えた。慶長5年（1600年）の関ヶ原の戦いで父・三成を初めとする西軍が東軍に大敗して、一族の居城佐和山城も落城したことを知ると、大坂から同僚だった津軽信建の助けで乳母の父・津山甚内らと共に若狭国小浜から日本海ルートで陸奥国津軽に逃れた。
その後は杉山源吾を名乗り、津軽家の保護のもと深味村（現・板柳町）に隠棲する。または杉山八兵衛と名を変えて津軽家に家人として仕えて侍大将になったともいう。
慶長15年（1610年）4月28日に若死したという説があるが、慶長15年ごろまで隠棲しその後出府して寛永18年（1641年）に53歳で死去したという説も有力である。三男の成保系『杉山系図』には藤堂高虎に仕え伊勢で死去したという記述があるが真偽は不明。長男の吉成は弘前藩主・津軽信枚の娘を妻として家老職についており、子孫の杉山家は弘前藩重臣として存続した。また、弘前藩の忍者を統括していたという伝承もある。
石田三成が豊臣を名乗ることを許されていたという記録はないが、宗徳寺（青森県弘前市）にある重成以下杉山家の代々の墓には豊臣の姓が刻まれている（江戸時代に豊臣氏を正式に名乗っていたのは北政所の実家木下家のみである）。